# Terry Meeuwsen
Terry Anne Meeuwsen Friedrich, född 2 mars 1949 i De Pere, Wisconsin, är en amerikansk  TV-personlighet, sångerska, författare och tidigare skönhetsdrottning. Hon vann Miss Wisconsin 1972 och Miss America 1973 och är en av programledarna för det kristna TV-programmet The 700 Club som sänds på Christian Broadcasting Network (CBN).
Efter high school började hon sjunga med The New Christy Minstrels men slutade för att delta i Miss America-tävlingen. Senare började hon arbeta inom TV på WTMJ-TV i Milwaukee men slutade i mitten av 1980-talet för att bilda familj. Hon började sporadiskt synas som gästprogramledare för The 700 Club. 1993 blev hon permanent medprogramledare, tillsammans med CBN:s grundare, Pat Robertson. Hon är också värd för programmet Living the Life.
1995 släppte hon skivan Eyes of My Heart. Hon har även skrivit flera böcker och leder CBN:s välgörenhetsprogram "Orphan's Promise" för föräldralösa och utsatta barn.
Hon har varit gift två gånger. 1974 gifte hon sig med Thomas Camburn. De skilde sig 1981. Senare samma år gifte Meewsen om
sog med Andy Friedrich. De var gifta till hans död 2023 och har sju barn, varav de flesta är adopterade.